# Franciszek Abgarowicz
Franciszek Kazimierz Abgarowicz (ur. 5 marca 1901 w Kamiennej k. Buczacza, zm. 13 maja 1979 w Warszawie) – polski specjalista w dziedzinie żywienia zwierząt i paszoznawstwa.

## Życiorys
Pochodził z rodziny polskich Ormian, jego rodzicami byli Ludwik Innocenty Abgarowicz - inspektor hodowli bydła i rzeczoznawca Okręgowego Towarzystwa Rolnego, i Hersylia Stanisława z Głuchowskich (zm. 1919). W Stanisławowie uczęszczał do szkoły powszechnej, następnie do gimnazjum, które w 1919 ukończył i zdał maturę. Studiował na Wydziale Rolniczo-Lasowym Politechniki Lwowskiej (w Dublanach) z przerwą na służbę wojskową w latach 1919–1920. W 1923 złożył egzamin ostateczny z wynikiem celującym na podstawie pracy dyplomowej pt. Badania nad bydłem rasy symentalskiej z okolic Kamiennej. W latach 1923–1933 pracował w rolnictwie jako praktykant, zarządca i administrator gospodarstw rolnych (Trofanówka, Glinna, Chwaliboga, Chartanowce, Latacz). Od 1934 do wybuchu II wojny światowej pracował w oświacie. Był nauczycielem hodowli zwierząt w Państwowej Szkole Rolniczej w Miłocinie i w Państwowej Szkole Mleczarskiej w Rzeszowie, a od 1936 kierownikiem Szkoły Społeczno-Rolniczej w Liskowie. W marcu 1939 otrzymał skierowanie do Piadyk, gdzie miał uruchomić i prowadzić niższą szkołę rolniczą i liceum rolnicze. 
We wrześniu 1939 zgłosił się do wojska i ze swą jednostką został internowany w Rumunii w Slatinie. W grudniu 1939 przedostał się do Francji, gdzie wstąpił do tworzącej się II Dywizji Strzelców Pieszych. Po klęsce wojsk francuskich przeszedł granicę Szwajcarii i został internowany w Obozie Uniwersyteckim w Winterthur. Tam pełnił obowiązki asystenta i wykładowcy na Wydziale Rolniczym. W 1942 uzyskał zezwolenie na prowadzenie pracy naukowej w Instytucie Żywienia Zwierząt Politechniki Federalnej w Zurychu. Po wykonaniu pracy doktorskiej pt.: Untersuchungen tuber den Einfluss des Ballastes in der Nahrung des Kaninchens. Ein Beitrag zur Abklarung der Rolle des Ballastes bei der Ernihrung der landwirtschaftlichen Nutztiere i zdaniu egzaminów w maju 1946 powrócił do kraju. Od 15 czerwca 1946 do 31 lipca 1948 pracował w Polskim Towarzystwie Zootechnicznym początkowo jako referent, później – kierownik krakowskiego biura i zastępca dyrektora Towarzystwa. Od 1 sierpnia 1948 do 30 czerwca 1950 był inspektorem doświadczalnictwa zootechnicznego w Państwowym Instytucie Gospodarstwa Wiejskiego Oddział w Bydgoszczy. Po utworzeniu w 1950 w Krakowie Instytutu Zootechniki, do 1953 pracował na stanowisku kierownika Oddziału Doświadczalnictwa Żywieniowego. Od 1950 był także związany ze Szkołą Główną Gospodarstwa Wiejskiego w Warszawie, gdzie pełnił funkcję kierownika w Zakładzie Żywienia Zwierząt. Od 1952 kierował Katedrą Żywienia Zwierząt Wydziału Zootechnicznego SGGW. W 1953 przeniósł się na stałe do Warszawy. Do 1955 był równocześnie zatrudniony w Centralnym Instytucie Rolniczym, później w latach 1956–1962 w Instytucie Fizjologii i Żywienia Zwierząt PAN w Jabłonnie; od 1 lipca 1962 do 31 grudnia 1964 był Dyrektorem Instytutu Zootechniki. W latach 1954–1958 oraz 1966–1969 pełnił funkcję Dziekana Wydziału Zootechnicznego SGGW. W 1954 został profesorem nadzwyczajnym, a w 1965 profesorem zwyczajnym. W 1971 przeszedł na emeryturę. 
Od 1936 był mężem Anny z Duszczyńskich, z którą miał czworo dzieci: Grzegorza, Ewę, Łukasza – polityka, posła i senatora oraz Jana – współzałożyciela i prezesa Fundacji Kultury i Dziedzictwa Ormian Polskich. 
Zmarł nagle w Warszawie, pochowany 18 maja 1979 na Cmentarzu w Wilanowie. 

## Ordery i odznaczenia
- Krzyż Kawalerski Orderu Odrodzenia Polski
- Srebrny Krzyż Zasługi (25 października 1937)[1]
- Medal 30-lecia Polski Ludowej

## Wybrane publikacje
- Uprawa roślin pastewnych i przechowywanie pasz;
- Jak uzyskać dobre kiszonki;
- Baza paszowa;
- Żywienie zwierząt gospodarskich.